# Anton Hueber (Politiker, 1862)

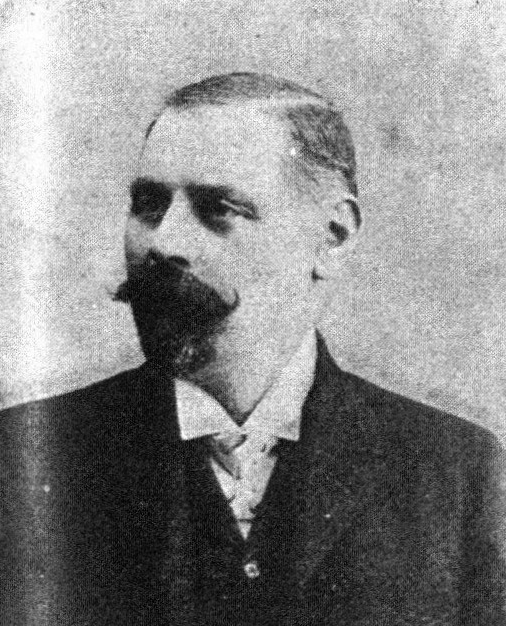
Anton Hueber

Anton Hueber (* 27. Mai 1862 in Perg, Oberösterreich; † 26. Januar 1937 in Salzburg) war ein österreichischer Politiker der Deutschen Volkspartei bzw. ab 1917 der Deutschnationalen Partei.

## Ausbildung und Beruf
Nach dem Besuch der Volksschule wurde er Kunst- und Bautischler. Er war von 1902 bis 1926 Obmann der Meisterkrankenkasse für die Stadt Salzburg. Von 1908 bis 1924 war Hueber Direktor des Gewerbeförderungsinstitutes für das Land Salzburg.
Seit 1910 gehörte er den wehrhaften Verein Ostmark Wien (seit 1921 Akademische Burschenschaft Ostmark Wien) an.

## Politische Funktionen und Mandate
- 1896–1914: Abgeordneter zum Salzburger Landtag (8., 9. und 10. Wahlperiode), Wahlklasse Städte und Märkte; Region Neumarkt, Seekirchen, Straßwalchen, Oberndorf; Deutschfreiheitliche Partei (DFP) (am 29. Dezember 1899 für Franz Grimm angelobt)
- 1897–1907: Abgeordneter des Abgeordnetenhauses im Reichsrat (IX. und X. Legislaturperiode), Kurie Städte; Region St. Johann, Wagrain, St. Veit etc.; Kronland Salzburg
- 1907–1918: Abgeordneter des Abgeordnetenhauses im Reichsrat (XI. und XII. Legislaturperiode), Wahlbezirk Salzburg 3, Deutscher Nationalverband
- 1908–1912 und 1916–1921 Obmann des deutsch-freiheitlichen Volksbundes für das Herzogtum Salzburg
- 21. Oktober 1918 bis 16. Februar 1919: Mitglied der Provisorischen Nationalversammlung, DnP
- 1918–1919: Abgeordneter der provisorischen Salzburger Landesversammlung, (DFP)